# Windą na szafot
Windą na szafot (fr. Ascenseur pour l'échafaud) – film kryminalny Louisa Malle’a z 1958 roku, nakręcony na podstawie powieści Nöela Calefa.
Film należy do klasyki francuskiej Nowej Fali. Nawiązuje do konstrukcji literatury i filmu noir; w obrazie widzimy też jeden z pierwszych przypadków ukazania charakterystycznego dla tego nurtu „bohatera chodzącego”. Reżyser otrzymał za ten film Nagrodę Louisa Delluca. Windą na szafot zapoczątkowało karierę Jeanne Moreau, wcześniej angażowanej głównie do ról drugoplanowych.
Film opowiada o próbie dokonania zbrodni doskonałej. Kochankowie: Julien i Florence, chcą zabić Simona Caralę (męża Florence). Julien zabija Simona, pozorując samobójstwo, lecz zapomina o linie. Wracając po nią zostaje uwięziony w windzie. Dodatkowo para nastolatków kradnie jego samochód, wraz ze znajdującym się w nim rewolwerem.